# White Sands
White Sands és una concentració de població designada pel cens dels Estats Units a l'estat de Nou Mèxic. Segons el cens del 2000 tenia 1.323 habitants.

## Demografia
Segons el cens del 2000, White Sands tenia 1.323 habitants, 432 habitatges, i 355 famílies. La densitat de població era de 165,8 habitants per km².
Dels 432 habitatges en un 56% hi vivien nens de menys de 18 anys, en un 72% hi vivien parelles casades, en un 6,9% dones solteres, i en un 17,8% no eren unitats familiars. En el 16,4% dels habitatges hi vivien persones soles el 16,4% de les quals corresponia a persones de 65 anys o més que vivien soles. El nombre mitjà de persones vivint en cada habitatge era de 3,06 i el nombre mitjà de persones que vivien en cada família era de 3,45.
Per edats la població es repartia de la següent manera: un 37,3% tenia menys de 18 anys, un 9,4% entre 18 i 24, un 39,7% entre 25 i 44, un 13% de 45 a 60 i un 0,5% 65 anys o més.
L'edat mediana era de 27 anys. Per cada 100 dones de 18 o més anys hi havia 103,7 homes.
La renda mediana per habitatge era de 43.500 $ i la renda mediana per família de 47.750 $. Els homes tenien una renda mediana de 40.402 $ mentre que les dones 21.250 $. La renda per capita de la població era de 16.186 $. Aproximadament l'1,5% de les famílies i el 2,6% de la població estaven per davall del llindar de pobresa.

## Poblacions més properes
El següent diagrama mostra les poblacions més properes.